# Kuhnistera violacea
Kuhnistera violacea là một loài thực vật có hoa trong họ Đậu. Loài này được (Michx.) Kuntze mô tả khoa học đầu tiên năm 1891.